# Dasyhelea insignipalpis
Dasyhelea insignipalpis är en tvåvingeart som beskrevs av Jean-Jacques Kieffer 1925. Dasyhelea insignipalpis ingår i släktet Dasyhelea och familjen svidknott. Inga underarter finns listade i Catalogue of Life.